# لا ریناشنته
لا ریناشنته (انگلیسی: La Rinascente) شرکت خرده‌فروشی ایتالیایی است، که در سال ۱۸۶۵ تأسیس شد.